# Blastospora

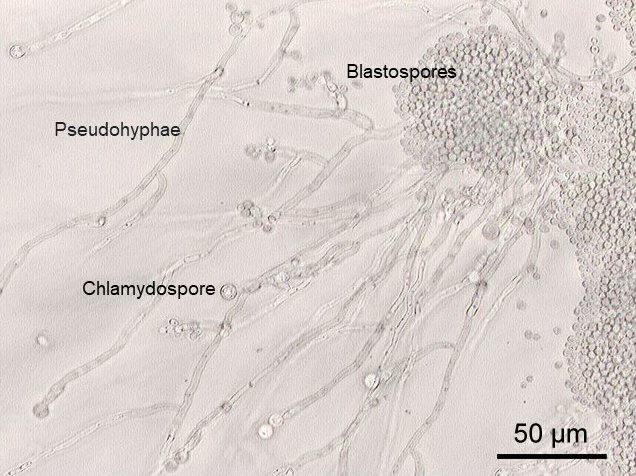
Powstawanie blastospor u Candida albicans

Blastospora, blastokonidium – rodzaj zarodników z grupy mitospor. Powstają przez pączkowanie – na komórce macierzystej powstaje pączek, który rośnie i odcina się od macierzystej komórki przegrodą. Blastokonidia powstają w niektórych grupach grzybów, np. u Taphrinomycetes, Ustilaginomycetes, Saccharomycetes. U drożdży i grzybów drożdżopodobnych mogą powstawać na prawdziwych strzępkach, na pseudostrzępkach i na pojedynczych komórkach.
U ludzi i zwierząt grzyby tworzące blastospory często nie powodują chorób i są komensalami, ale mogą stać się oportunistycznymi patogenami, gdy blastospory przekształcają się w postać strzępkową. W postaci blastospor są częścią normalnej flory, podczas gdy postać strzępkowa jest patogenna i powoduje infekcję.